# Isola Enderby
L'Isola Enderby è un'isola dell'arcipelago delle Isole Auckland situata a sud della Nuova Zelanda, di cui fa parte amministrativamente.

## Storia

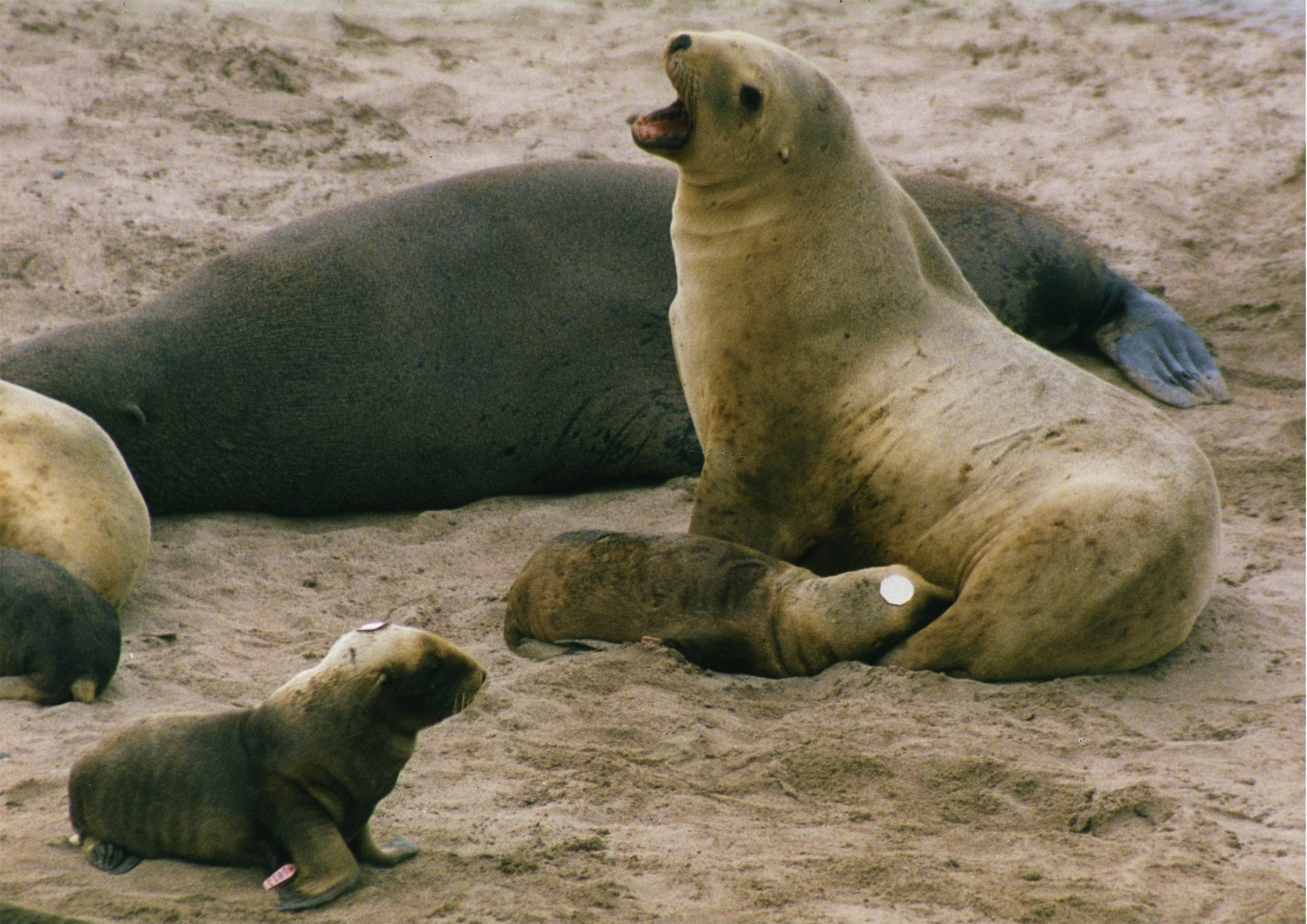
Un leone marino della Nuova Zelanda che allatta sulla spiaggia dell'isola

Alcuni esploratori polinesiani giunsero sull'isola nel XIII o XIV secolo, pressappoco nello stesso periodo in cui la Nuova Zelanda venne colonizzata. Scavi archeologici hanno rinvenuto tracce del loro passaggio presso Sandy Bay, un luogo riparato e relativamente ospitale e frequentato da colonie di foche. Forni scavati nella terra contenevano le ossa di foche e di leoni marini, pesci, cozze, albatros e procellarie. I Polinesiani rimasero sull'isola per una o più estati e vi lasciarono raschietti, utensili e ami da pesca.